# Lussery

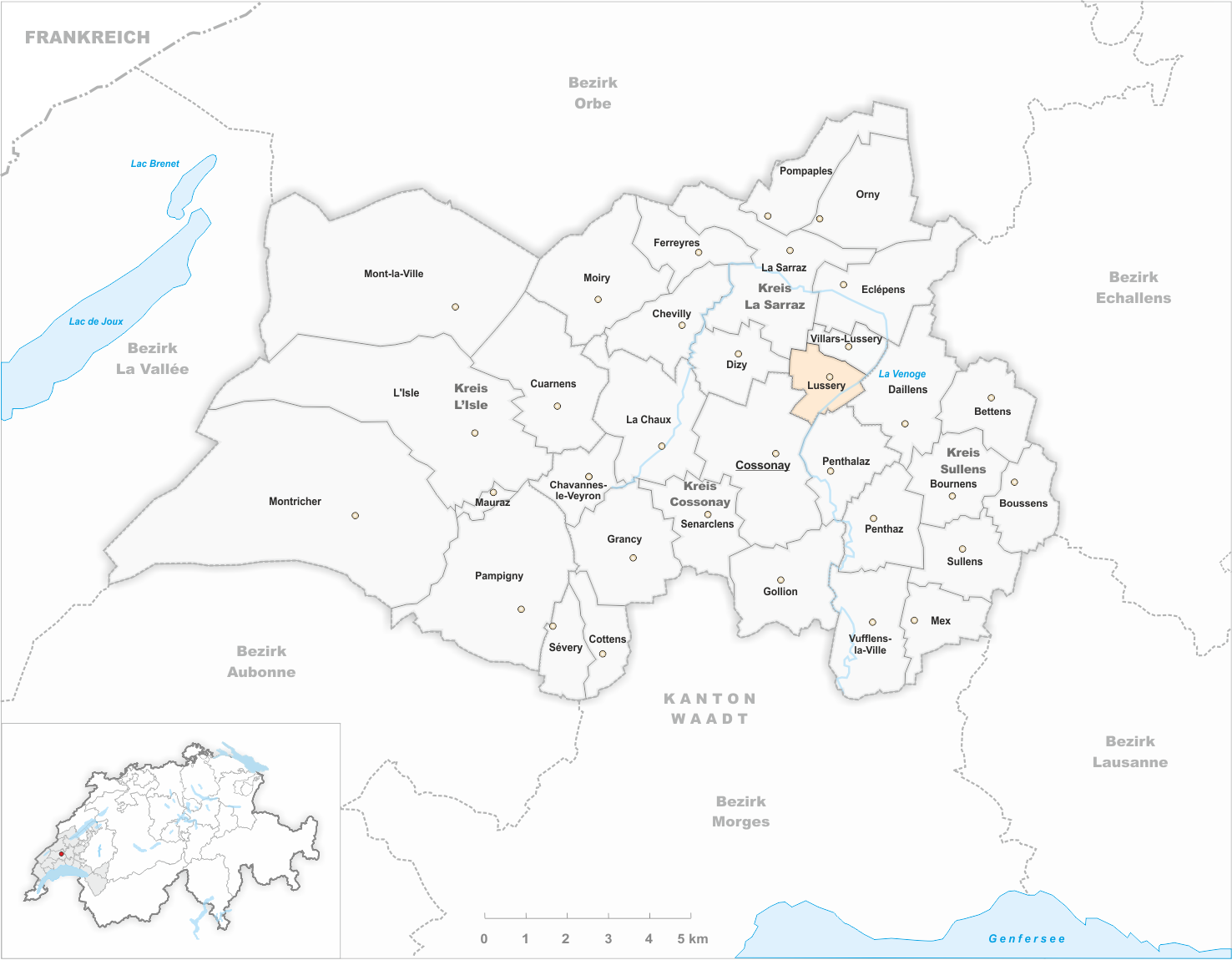
Gemeindestand vor der Fusion am 1. Januar 1999

Lussery war bis am 1. Januar 1999 eine politische Gemeinde im Distrikt Gros-de-Vaud des Kantons Waadt in der Schweiz. Sie fusionierte am 1. Januar 1999 mit der ehemaligen Gemeinde Villars-Lussery zur neuen Gemeinde Lussery-Villars.